# NFL sezona 1960.
NFL sezona 1960. je 41. po redu sezona nacionalne lige američkog nogometa. 
Sezona je počela 23. rujna 1960. Utakmica za naslov prvaka NFL lige odigrana je 26. prosinca 1960. u Philadelphiji u Pennsylvaniji na stadionu Franklin Field. U njoj su se sastali pobjednici istočne konferencije Philadelphia Eaglesi i pobjednici zapadne konferencije Green Bay Packersi. Pobijedili su Eaglesi rezultatom 17:13 i osvojili svoj treći naslov prvaka NFL-a. U utakmici za treće mjesto (Playoff Bowlu) Detroit Lionsi su pobijedili Cleveland Brownse 17:16.
Prije početka sezone momčad Cardinalsa se seli iz Chicaga u St. Louis, a uz to je liga ulaskom Dallas Cowboysa proširena na 13 momčadi. 
Također, od sezone 1960. pa do 1969. igrala se utakmica za treće mjesto - Playoff Bowl. U njoj su igrale drugoplasirane momčadi iz svake konferencije. 

## Poredak po divizijama na kraju regularnog dijela sezone
| Istočna konferencija |     |     |     |      |     |     |
| Momčad               | Pob | Por | Ner | %    | P+  | P-  |
| Philadelphia Eagles* | 10  | 2   | 0   | 83,3 | 321 | 246 |
| Cleveland Browns     | 8   | 3   | 1   | 72,7 | 362 | 217 |
| New York Giants      | 6   | 4   | 2   | 60,0 | 271 | 261 |
| St. Louis Cardinals  | 6   | 5   | 1   | 54,5 | 288 | 230 |
| Pittsburgh Steelers  | 5   | 6   | 1   | 45,5 | 240 | 275 |
| Washington Redskins  | 1   | 9   | 2   | 10,0 | 178 | 309 |

| Zapadna konferencija |     |     |     |      |     |     |
| Momčad               | Pob | Por | Ner | %    | P+  | P-  |
| Green Bay Packers*   | 8   | 4   | 0   | 66,7 | 332 | 209 |
| Detroit Lions        | 7   | 5   | 0   | 58,3 | 239 | 212 |
| San Francisco 49ers  | 7   | 5   | 0   | 58,3 | 208 | 205 |
| Baltimore Colts      | 6   | 6   | 0   | 50,0 | 288 | 234 |
| Chicago Bears        | 5   | 6   | 1   | 45,5 | 194 | 299 |
| Los Angeles Rams     | 4   | 7   | 1   | 36,4 | 265 | 297 |
| Dallas Cowboys       | 0   | 11  | 1   | 0,0  | 177 | 369 |

Napomena: * - pobjednici konferencije, % - postotak pobjeda, P± - postignuti/primljeni poeni

## Doigravanje

### Prvenstvena utakmica NFL-a
- 26. prosinca 1960. Philadelphia Eagles - Green Bay Packers 17:13

### Playoff Bowl
- 7. siječnja 1961. Detroit Lions - Cleveland Browns 17:16

## Nagrade za sezonu 1960.
- Najkorisniji igrač (MVP) - Norm Van Brocklin, quarterback, Philadelphia Eagles
- Trener godine - Buck Shaw, Philadelphia Eagles

## Statistika

### Statistika po igračima

#### U napadu
- Najviše jarda dodavanja: Johnny Unitas, Baltimore Colts - 3099
- Najviše jarda probijanja: Jim Brown, Cleveland Browns - 1257
- Najviše uhvaćenih jarda dodavanja: Raymond Berry, Baltimore Colts - 1298

#### U obrani
- Najviše presječenih lopti: Dave Baker, San Francisco 49ers i Jerry Norton St. Louis Cardinals - 10

### Statistika po momčadima

#### U napadu
- Najviše postignutih poena: Cleveland Browns - 362 (30,2 po utakmici)
- Najviše ukupno osvojenih jarda: Baltimore Colts - 353,8 po utakmici
- Najviše jarda osvojenih dodavanjem: Baltimore Colts - 246,3 po utakmici
- Najviše jarda osvojenih probijanjem: St. Louis Cardinals - 196,3 po utakmici

#### U obrani
- Najmanje primljenih poena: New York Giants - 205 (17,1 po utakmici)
- Najmanje ukupno izgubljenih jarda: St. Louis Cardinals - 252,4 po utakmici
- Najmanje jarda izgubljenih dodavanjem: Chicago Bears - 115,7 po utakmici
- Najmanje jarda izgubljenih probijanjem: St. Louis Cardinals - 101,0 po utakmici

## Vanjske poveznice
- Pro-Football-Reference.com, statistika sezone 1960. u NFL-u
- NFL.com, sezona 1960.